# John Merivale
John Herman Merivale (* 1. Dezember 1917 in Toronto, Ontario, Kanada; † 6. Februar 1990 in London) war ein kanadischer Bühnen- und Charakterschauspieler in Film, Fernsehen und Theater. Bekannt wurde er vor allem durch seine Rollen in Kinofilmen wie Caltiki, Rätsel des Grauens, Die Totenliste, Sie nannten ihn King oder Arabeske.

## Leben und Karriere
John Herman Merivale wurde als Sohn des Schauspielerehepaares Philip Merivale und Viva Birkett 1917 in Toronto in eine theaterbegeisterte Familie geboren. Als seine Mutter 1934 verstarb, heiratete sein Vater erneut und Gladys Cooper wurde zu seiner Stiefmutter. Merivale wurde nach England geschickt und erhielt seine Ausbildung am New College in Oxford. Im Alter von 15 Jahren sammelte er in James Whales Horror-Klassiker Der Unsichtbare (1933) in der kleinen Rolle eines Zeitungsjungen erste Erfahrungen im Filmgeschäft, obwohl seine eigentliche Liebe zeitlebens dem Theater gelten sollte.
Während des Zweiten Weltkriegs diente er als Pilot in der britischen Royal Air Force und der Royal Canadian Air Force. Als Theaterschauspieler galt John Merivale danach als einer der letzten „Matinee Idole“ der Nachkriegsära und genoss fast drei Jahrzehnte lang großen Erfolg auf der Bühne in England und den USA. Er erschien am Broadway 1946 in Lady Windermere's Fan und 1948 in Anne of a Thousand Days neben Rex Harrison.
Von 1950 an startete er parallel eine Karriere im amerikanischen Fernsehen mit Rollen in Fernsehserien wie Actor’s Studio oder Somerset Maugham TV Theatre, bevor er 1956 sein Kinofilmdebüt in dem britischen Kriegsdrama Panzerschiff Graf Spee der beiden Regisseure Michael Powell und Emeric Pressburger gab. Zwei Jahre später spielte Merivale in Roy Ward Bakers Drama Die letzte Nacht der Titanic und 1959 die Rolle des Archäologen Dr. John Fielding in Riccardo Fredas Horrorfilm Caltiki, Rätsel des Grauens.
In den 1960er Jahren sah man ihn in John Hustons prominent besetztem Thriller Die Totenliste in der Rolle des Adrian Messenger neben Schauspielern wie George C. Scott und Kirk Douglas. 1965 besetzte ihn Regisseur Bryan Forbes für sein Kriegsdrama Sie nannten ihn King. 1966 spielte er seine letzte und bis dahin vielleicht bekannteste Rolle auf der Leinwand als Major Sylvester Pennington Sloane in Stanley Donens Spionage-Klassiker Arabeske an der Seite von Gregory Peck, Sophia Loren und Alan Badel.
Anschließend zog er sich aus dem Filmgeschäft zurück, um seine ernsthaft erkrankte Lebenspartnerin, die Schauspielerin Vivien Leigh, mit der er in Eaton Square zusammenlebte, zu pflegen. Leigh starb im Jahr 1967 an Tuberkulose.
John Merivale war in erster Ehe von 1941 bis 1947 mit der Schauspielerin Jan Sterling verheiratet. Im Jahr 1970 diagnostizierten die Ärzte bei John Merivale selbst eine erblich bedingte Nierenerkrankung, an der bereits sein Vater gestorben war. Seine zweite Frau, die Schauspielerin Dinah Sheridan, die er 1986 geheiratet hatte, begleitete ihn bis zu seinem Tod. Als John Merivale 1990 mit 72 Jahren im Charing Cross Hospital an einer Lungenentzündung in London starb, hatte er in über 20 Produktionen von Film und Fernsehen mitgewirkt.

## Filmografie (Auswahl)

### Kino
- 1933: Der Unsichtbare (The Invisible Man)
- 1956: Panzerschiff Graf Spee (The Battle of the River Plate)
- 1958: Die letzte Nacht der Titanic (A Night to Remember)
- 1959: Caltiki – Rätsel des Grauens (Caltiki il mostro immortale)
- 1960: Der rote Schatten (Circus of Horrors)
- 1961: Das Landhaus des Dr. Lemming (House of Mystery)
- 1963: Die Totenliste (The List of Adrian Messenger)
- 1963: 80,000 Suspects
- 1965: Sie nannten ihn King (King Rat)
- 1966: Arabeske (Arabesque)

### Fernsehen
- 1950: Actor’s Studio (Fernsehserie)
- 1950: Somerset Maugham TV Theatre (Fernsehserie)
- 1952: Celanese Theatre (Fernsehserie)
- 1952: Robert Montgomery Presents (Fernsehserie)
- 1955: ITV Play of the Week (Fernsehserie)
- 1957: The Vise (Fernsehserie)
- 1957: Hour of Mystery (Fernsehserie)
- 1959: ITV Television Playhouse (Fernsehserie)
- 1961: Theatre 70 (Fernsehserie)
- 1961: Kraft Mystery Theater (Fernsehserie)